# Famine en Perse de 1917-1919
La famine en Perse de 1917-1919 et les épidémies réunies pendant cette période auraient tué environ 2 millions de personnes en Perse (Iran). Divers facteurs ont contribué à produire la famine : les mauvaises récoltes dues aux sécheresses saisonnières successives, les réquisitions de denrées alimentaires par les armées étrangères durant la Première Guerre mondiale, la spéculation, la thésaurisation.
Malgré la déclaration de neutralité par la dynastie Qajar qui gouvernait le pays, la Perse a été occupée pendant la Grande Guerre par les forces des empires britannique, russe et ottoman ; ces occupations ont contribué à la famine. Peu d'historiens ont étudié la dépopulation durant cette période en Perse, qui demeure un sujet sous-exploré de l'histoire moderne.
Le nombre de morts du fait de la famine peut varier selon les auteurs. Des estimations hautes de 6 millions, voire de 8 millions de morts ont été avancées mais ne font pas consensus.

## Contexte de la Première Guerre mondiale
Selon Mohammad-Reza Djalili, «la Perse reste un champ de bataille largement ignoré de la Première Guerre Mondiale. Elle sort pourtant complètement exsangue du conflit ». Ainsi par exemple 50 000 personnes meurent à Téhéran sur une population totale de 300 000 personnes, selon ce chercheur. Pour Touraj Atabaki, le déclenchement de la Première Guerre mondiale « a approfondi le factionnalisme politique et sapé les réformes prévues », alors qu'à la suite de la révolution constitutionnelle de 1905-1909, les Perses s'apprêtaient à réécrire la Constitution et à instituer un gouvernement indépendant.
Au cours de la Grande Guerre, Russes et Britanniques s'opposent aux Ottomans et à leurs auxiliaires allemands dans de nombreuses parties du territoire de la Perse. Début 1918 des troupes britanniques occupent le nord du pays. Après la chute de l'Empire russe, conséquence de la révolution bolchevique d'octobre 1917, les Britanniques demeurent la plus grande puissance militaire en Perse. C'est au début de 1920 seulement que les Perses reprennent le contrôle de leur territoire.
En novembre 1915, le prix du blé augmente fortement après la vente aux troupes britanniques de la production agricole de la province du sud-est du Sistan. Les troupes russes bloquent les routes de la province nord-est du Khorasan, interdisant tout transfert de céréales, sauf celles destinées à l'armée russe. Les réquisitions de bêtes de somme, de mules et de chameaux pour l'industrie pétrolière au Khouzistan et pour les forces armées britanniques et russes désorganisent le réseau de transports du pays et perturbe la distribution de denrées alimentaires et d'autres marchandises dans tout le pays - avec des conséquences désastreuses. Pendant la guerre, le transport du grain coûtait souvent plus cher que sa culture, dans de nombreuses régions d'Iran.

## Situation sociale

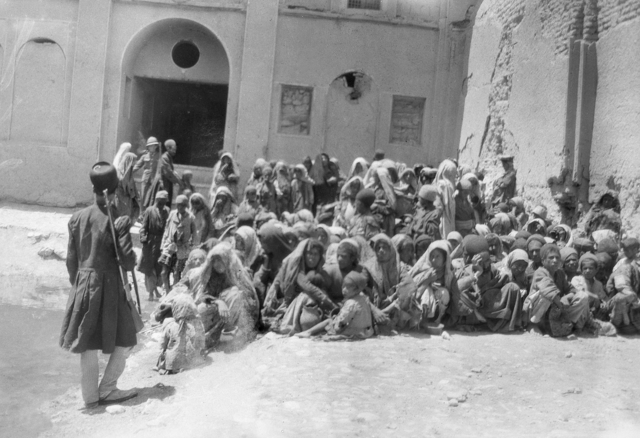
Les gens attendent de recevoir de la nourriture. Photo prise par le 1st Australian Wireless Signal Squadron à Bijar

Des sécheresses successives sévissent à partir de 1916. Début février 1918, la famine se répand dans tout le pays et des foules paniquées dans les grandes villes commencent à piller les boulangeries et les magasins d'alimentation. Dans la ville occidentale de Kermanchah, les affrontements entre les pauvres affamés et la police se sont soldés par des victimes. À Téhéran, la situation a été « aggravée par la thésaurisation et la vente à découvert aux clients par les boulangers ».
Les prix exorbitants pratiqués par certains boulangers ont indigné les travailleurs pauvres de Téhéran. Les ouvriers de l'imprimerie organisent une manifestation à Téhéran en 1919, au cours de laquelle la foule attaque les boulangeries et les greniers, et demande au gouvernement d'augmenter les rations alimentaires, d'uniformiser le prix du pain, de réglementer la qualité, l'approvisionnement et la vente des denrées alimentaires. Néanmoins, dans l'ère turbulente de l'après-guerre, ni le gouvernement national ni les puissances étrangères n'étaient en mesure de faire grand-chose pour atténuer les crises humaines. Les ravages causés par la famine et les maladies contagieuses se sont poursuivis pendant de nombreuses années

## Épidémies
Au-delà des décès dus à la famine, les épidémies ont également tué un grand nombre de personnes.
La crise alimentaire colossale, ainsi que le grand nombre de soldats, de réfugiés et de personnes démunies constamment en mouvement à la recherche de travail et de survie, ont favorisé une combinaison mortelle de pandémies et de maladies contagieuses. Le choléra, la peste et le typhus se sont propagés à travers le pays

### Grippe
| Ville      | Population Est. | Morbidité | Mortalité | Mortalité | Mortalité/ <br /> Morbidité (%) |
| Ville      | Population Est. | Morbidité | No.       | %         | Mortalité/ <br /> Morbidité (%) |
| ---------- | --------------- | --------- | --------- | --------- | ------------------------------- |
| Mashhad    | 100 000         | 66 667    | 3 500     | 3.5       | 5.2                             |
| Birjand    | Inconnu         | 12 000    | 100       | Inconnu   | 0,8                             |
| Nosratabad | Inconnu         | 7 000     | 120       | Inconnu   | 1.7                             |
| Anzali     | 10 000          | Inconnu   | Inconnu   | Inconnu   | 2.0                             |
| Machhadsar | Inconnu         | Inconnu   | Inconnu   | Inconnu   | 10.0                            |
| Tabriz     | 200 000         | 100 000   | Inconnu   | Inconnu   | Inconnu                         |
| Hamedan    | 30 000          | Inconnu   | 1 000     | 3.3       | 10.0                            |
| Téhéran    | 250 000         | Inconnu   | 1 000     | 0,8       | Inconnu                         |
| Ispahan    | 80 000          | Inconnu   | 300       | 0,4       | Inconnu                         |
| Yazd       | 40 000          | Inconnu   | 250       | 0,6       | Inconnu                         |
| Bouchehr   | 30 000          | 15 000    | 1 500     | 5.0       | 10.0                            |
| Mohammed   | Inconnu         | 6 000     | 250       | Inconnu   | 4.2                             |
| Chiraz     | 50 000          | Inconnu   | 2 000     | 4.0       | Inconnu                         |
| Kerman     | 40 000          | Inconnu   | 4 000     | 10.0      | 10.0                            |
| Boum       | 13 000          | Inconnu   | 6 000     | 46.2      | Inconnu                         |

La pandémie de grippe de 1918 s'est propagée à l'ensemble du pays en passant par trois principales voies d'entrée : la Transcaucasie à Tabriz ; Bagdad à Kermanshah ; l'Inde au sud de l'Iran (la grippe étant considérablement véhiculée par les soldats de l'armée indienne britannique stationnés à Bushehr).
Azizi et ses collègues affirment que le taux de mortalité de 20 % parfois avancé pour de grandes villes est exagéré et qu'à Kermanchah et à Téhéran il était d'environ 1 %,.
Afkhami déclare que l'impact de la grippe a été énorme et estime qu'entre 902 400 et 2 431 000, soit 8,0 % et 21,7 % de la population totale sont morts, faisant de l'Iran l'un des pays les plus dévastés au monde. Willem Floor (en) estime que le chiffre avancé par Afkhami est bien supérieur aux pertes réelles.

### Choléra
En 1916, le choléra qui a frappé l'Azerbaïdjan en 1915, s'est répandu dans toutes les provinces du nord de la Perse, et a également atteint le sud. Ahmad Seyf déclare que l'origine de l'épidémie de choléra était la Russie et que les effets sont demeurés limités (de l'ordre de quelques centaines de morts).

### Typhoïde
La typhoïde s'est propagée dans de nombreuses régions du pays ; elle aurait causé de très nombreux décès ; selon un témoin oculaire, « la forte mortalité à Téhéran n'était pas due à la famine, mais plutôt à la typhoïde et au typhus » .

## Causes et facteurs contributifs
Selon Touraj Atabaki, « des sécheresses saisonnières successives provoquèrent une famine généralisée en 1917/1918. La réquisition et la confiscation de denrées alimentaires par les armées d'occupation pour nourrir leurs soldats ont ajouté à la famine ». Dans The Cambridge History of Iran, il est indiqué que la spéculation et la thésaurisation ont aggravé la situation. Michael Axworthy estime que la famine était « en partie le résultat de la dislocation du commerce et de la production agricole causée par la guerre ».  Tammy M. Proctor écrit que la cause de la pénurie alimentaire était une combinaison de réquisitions de l'armée, de spéculation par des profiteurs de guerre, de thésaurisation et de mauvaises récoltes.
Nikki Keddie et Yann Richard ont lié la famine à presque tous les facteurs mentionnés ci-dessus.
Charles P. Melville soutient que la raison principale de la famine était les conditions causées par la guerre plutôt que par les conditions climatiques, le pays ayant surmonté d'autres sécheresses avant et après la Première Guerre mondiale ; il point notamment l'insécurité, la spéculation, l'affaiblissement de l'Etat et la corruption qui s'en est ensuivie.
Mohammad Gholi Majd tient l'occupation britannique et ses réglementations douanières et financières pour responsables de l'aggravation de la famine et Willem Floor suggère le récit de James L. Barton (occupation par les armées, chutes de neige exceptionnellement légères et maladies), joint à la thésaurisation par les propriétaires terriens et le manque de pouvoir d'achat comme d'autres causes cruciales de la famine. Il souligne le fait que deux grandes régions productrices de céréales, à savoir Kermanshah - Hamadan et l'Azerbaïdjan iranien étaient un champ de bataille pour les Ottomans et les Russes.
L'historienne Stephanie Cronin est d'accord avec Majd sur l'importance primordiale de la présence britannique. Pat Walsh, dans une critique du livre de Majd publiée dans Irish Foreign Affairs, une publication trimestrielle de l'Irish Political Review (en), blâme l'occupation britannique et commente les allégations de thésaurisation comme causes de la famine, en ces termes : « Les attitudes britanniques envers les Perses affamés étaient étrangement similaires à celles exprimées contre les Irlandais dans une position similaire un demi-siècle auparavant », c'est-à-dire que les Britanniques ont blâmé les Perses tout en suggérant que la construction de routes pour leurs forces militaires était une « mesure de secours » motivée par la bienveillance.
Rob Johnson blâme la mauvaise gouvernance et les pénuries en temps de guerre pour la famine.

## Nombre des morts
James M. Balfour, assistant en chef du conseiller financier britannique du gouvernement persan, a fait état de 2 millions de morts. Citant habituellement Balfour, des universitaires comme Ervand Abrahamian, Homa Katouzian et Barry Rubin soutiennent que le nombre total de morts dues à la famine et aux maladies était d'environ 2 millions,,. Les analystes de la Central Intelligence Agency Steven R. Ward et Kenneth M. Pollack indiquent un nombre similaire . Citant également Balfour, Nikki Keddie et Yann Richard déclarent qu'environ un quart de la population du nord de l'Iran a perdu la vie pendant cette période.
Mostafa Fateh, historien de l'économie et employé de l'Anglo-Persian Oil Company de 1921 à 1951, avait indiqué le nombre de morts à 6 millions.
La population rurale avait durement souffert et en 1918, « la paysannerie était dans les derniers stades de la famine ». Willem Floor (en) signale une très forte baisse de la population rurale
Le livre de Mohammad Gholi Majd, The Great Famine and Genocide in Persia, 1917–1919, identifie un certain nombre de sources des Alliés qui détaillent la proportion et l'ampleur des décès et allègue que jusqu'à 8 à 10 millions de personnes sont mortes, dans tout le pays, sur la base d'une estimation alternative de la population persane d'avant la famine de 19 millions,. Timothy C. Winegard, Pordeli et leurs collègues reconnaissent les chiffres avancés par Majd .
Plusieurs chercheurs ont contesté le récit de Majd. Ervand Abrahamian affirme que le livre comprend des exagérations concernant les pertes pendant la famine, un point de vue que partagent Mahmood Messkoub, Abbas Milani  et Rudi Matthee. Présenter la famine en Perse comme un génocide constitue selon Abrahamian une « accusation sauvage » ; la plus grande part des 2 millions de décès selon attribuables, toujours selon Abrahamian, aux épidémies de choléra et de typhus, ainsi qu'à la pandémie de grippe espagnole. Tout en acceptant que le nombre total de morts pourrait être de plusieurs millions, Hormoz Ebrahimnejad dit que le chiffre de Majd est surestimé.
Cormac Ó Gráda, discutant de la vérification du nombre de morts des famines historiques, le cite comme un exemple d'affirmations qui ne peuvent être authentifiées, et signalant une catastrophe majeure. Un point de vue similaire est exprimé par Alidad Mafinezam et Aria Mehrabi, qui déclarent que le travail de Majd souffre de défauts méthodologiques, notamment d'un manque de triangulation (la triangulation est le fait de mettre en œuvre des méthodes multiples en vue de la collecte de données).
Cronin critique l'historiographie iranienne pour avoir négligé « les pertes apocalyptiques dues à la famine et à la grippe espagnole entre 1916 et 1919 ».
Depuis les années 2010, la famine a fait l'objet de théories du complot, de polarisation et de révisionnisme historique en Iran. Une grande partie de la controverse porte sur le nombre de morts et les causes profondes ; le manque de données suffisantes sur cette période a été décrit comme le «principal moteur» de cette poémique. Le site officiel d'Ali Khamenei, le chef suprême de l'Iran, a publié un article en 2015 affirmant que la famine était un acte délibéré de génocide commis par les Britanniques, dont les documents ont été intentionnellement effacés dans une tentative de dissimulation. La BBC a produit et diffusé un documentaire sur la famine, qui a été condamné par les conservateurs en Iran comme un stratagème pour minimiser le rôle britannique et souligner la faiblesse de l'Iran

## Mesures politiques
Pendant les années de famine, plusieurs hommes politiques ont adopté des politiques interventionnistes. Afin de contrôler la situation de l'approvisionnement alimentaire, le gouvernement nomme Mokhber al-Saltaneh ministre de l'alimentation ( vazīr -e arzāq ) en octobre 1917. Siham al-Dawlah devint chef du bureau de la boulangerie ( raʾīs-e nānvāʾī ) en 1918 et un comité d'alimentation ( komīté-ye arzāq ) est formé de sept ou huit marchands influents. Le comité a aidé le gouvernement en formulant des propositions comme l'introduction d'une incitation gouvernementale à produire du pain.
En 1918, les États-Unis ont rejeté la demande du gouvernement persan d'un prêt de 2 millions de dollars qui aurait dédié au soulagement de la famine.
Les membres du Mouvement constitutionnaliste du Gilân ont abrité des réfugiés venus à Gilan d'autres régions du pays et ont fondé une association caritative pour les aider. Ils ont également envoyé plusieurs tonnes de riz à la capitale. À Tabriz, les démocrates qui étaient armés ont réprimé les accapareurs et les spéculateurs tout en organisant la relève.

## Représentations
- L'Orphelinat d'Iran (2016)